# Cyperus indecorus
Cyperus indecorus är en halvgräsart som beskrevs av Carl Sigismund Kunth. Cyperus indecorus ingår i släktet papyrusar, och familjen halvgräs. Inga underarter finns listade i Catalogue of Life.